# Скоробогатова, Татьяна Петровна
Татьяна Петровна Скоробогатова (род. 1950) — советский и российский художник, искусствовед и художественный критик. Член Московского Союза художников (1994) и Творческого союза художников России (1999). Академик РАХ (2012). Заслуженный работник культуры Российской Федерации (1999).

## Биография
Родилась 26 июня 1950 года в городе Таллине.
С 1971 по 1976 год обучалась на факультете истории и теории изобразительного искусства Ленинградского института живописи, скульптуры и архитектуры имени И. Е. Репина. С 1984 по 1989 год обучалась в аспирантуре при НИИ изобразительных искусств АХ СССР. С 1976 по 1983 год работала в должности заведующей филиалов Музея-усадьбы «Архангельское». С 1983 по 2007 год — ведущий искусствовед и заведующая Отделом информации и выставок Студии военных художников имени М. Б. Грекова. В течение многих лет являлась ответственным секретарём художественно-экспертного Совета при ГУВР ВС России и членом художественно-экспертного совета Российского Фонда Культуры. С 2004 года сотрудничает с редакцией «Белый город».
Татьяна Скоробогатова была разработчиком и инициатором проведения больших художественных выставок, в частности в Музее Победы проходила выставка «Крылья освобождения», в Финляндии выставка «300 лет Российскому флоту» и в США — выставка «Диалог о мире и жизни». Из под пера Скоробогатовой вышли такие научные труды и монографии как  
«Студия военных художников имени М. Б. Грекова» (1989), в 1999 году в Российской военной энциклопедии вышла её статья о Студии военных художников имени М. Б. Грекова, «Летопись ратной славы» (2005). С 2005 по 2018 год вышла книжная серия о российских художниках: «Мастера живописи», «Вениамин Сибирский» (2005), «Николай Соломин», «Виктор Дмитриевский» (2006), «Евгений Данилевский» (2007), «Мария Переяславец» (2009), «Елена Пелевина» (2010), «Владимир Переяславец» (2012), «Александр Сытов» (2013), «Петр Мальцев» (2014), «Салават Щербаков» (2018).
В 1994 году Т. Скоробогатова становится членом Московского Союза художников и с 1999 года — Творческого союза художников России. В 2012 году была избрана Действительным членом РАХ по Отделению  искусствознания. 
В 1999 году Указом Президента России «За заслуги  в  области  культуры» Татьяна Скоробогатова была удостоена почётного звания Заслуженный работник культуры Российской Федерации.

## Награды
- Медаль «В память 850-летия Москвы» (1997)[2]
- Заслуженный работник культуры Российской Федерации (1999)[2]
- Золотая медаль РАХ (2017)[2]